# Tex Ritter
Tex Ritter (* 12. Januar 1905 in Murvaul, Texas als Woodward Maurice Ritter; † 2. Januar 1974 in Nashville, Tennessee) war ein US-amerikanischer Countrysänger und Schauspieler.

## Leben

### Anfänge
Tex Ritter wuchs als jüngstes von sechs Kindern auf einer Ranch in Beaumont auf. Er war ein ausgesprochen guter Schüler, nahm Gesangsunterricht und erlernte mehrere Instrumente. Sein Berufsziel war Rechtsanwalt, doch brach er sein Studium nach kurzer Zeit ab, um sich in New York als Schauspieler zu versuchen. 1931 erhielt er eine Rolle im Broadway-Musical Green Grow The Lilacs. Er spielte einen Cowboy und trug einige Lieder vor. Gleichzeitig moderierte er im Radio verschiedene Cowboy-Sendungen. Auch hier hatte er Gelegenheit zu eigenen musikalischen Darbietungen.

### Karriere
In diesen Jahren feierte Gene Autry als singender Cowboy erste Erfolge, und Hollywood suchte nach weiteren Darstellern. Tex Ritter wurde 1936 für den Film Song Of The Gringo engagiert. Das Publikum war von dem neuen Star begeistert, und Ritter wurde nach Autry und Roy Rogers der dritte „Singing Cowboy“ der Filmindustrie. Im Fließbandverfahren wurden weitere B-Western produziert. Bis 1945 trat er in über 30 Filmen auf. Aufgrund seiner großen Popularität zogen auch seine Plattenverkäufe kräftig an. Mit I'm Wasting My Tears On You schaffte er 1944 einen Nummer-eins-Hit in den Folk (C&W) Charts. Ein Jahr später wiederholte er den Erfolg mit You Two-Timed Me One Time Too Often.
Ende der 1940er Jahre war die Zeit der Singing Cowboys endgültig vorbei. Tex Ritter war aber als Sänger weiterhin erfolgreich. 1953 wurde der von Ritter gesungene Titelsong High Noon (Do Not Forsake Me) aus dem Western Zwölf Uhr mittags mit einem Grammy und einem Oscar für den besten Song ausgezeichnet. Während der 1950er-Jahre moderierte Ritter seine eigene Fernsehshow, Tex Ritter's Ranch Party, in der bekannte Persönlichkeiten der damaligen Country-Szene wie Skeets McDonald, Johnny Cash oder Joe Maphis zu Gast waren. 1961 hatte er mit I Dreamed Of A Hill-Billy Heaven seinen letzten großen Hit. Zwei Jahre später wurde er Präsident der Country Music Association CMA. 1965 zog er nach Nashville und schloss sich der Grand Ole Opry an. 1970 kandidierte er für den Senat.
Tex Ritter erhielt 1964 die höchste Auszeichnung der Country-Musik: Er wurde in die Country Music Hall of Fame aufgenommen.

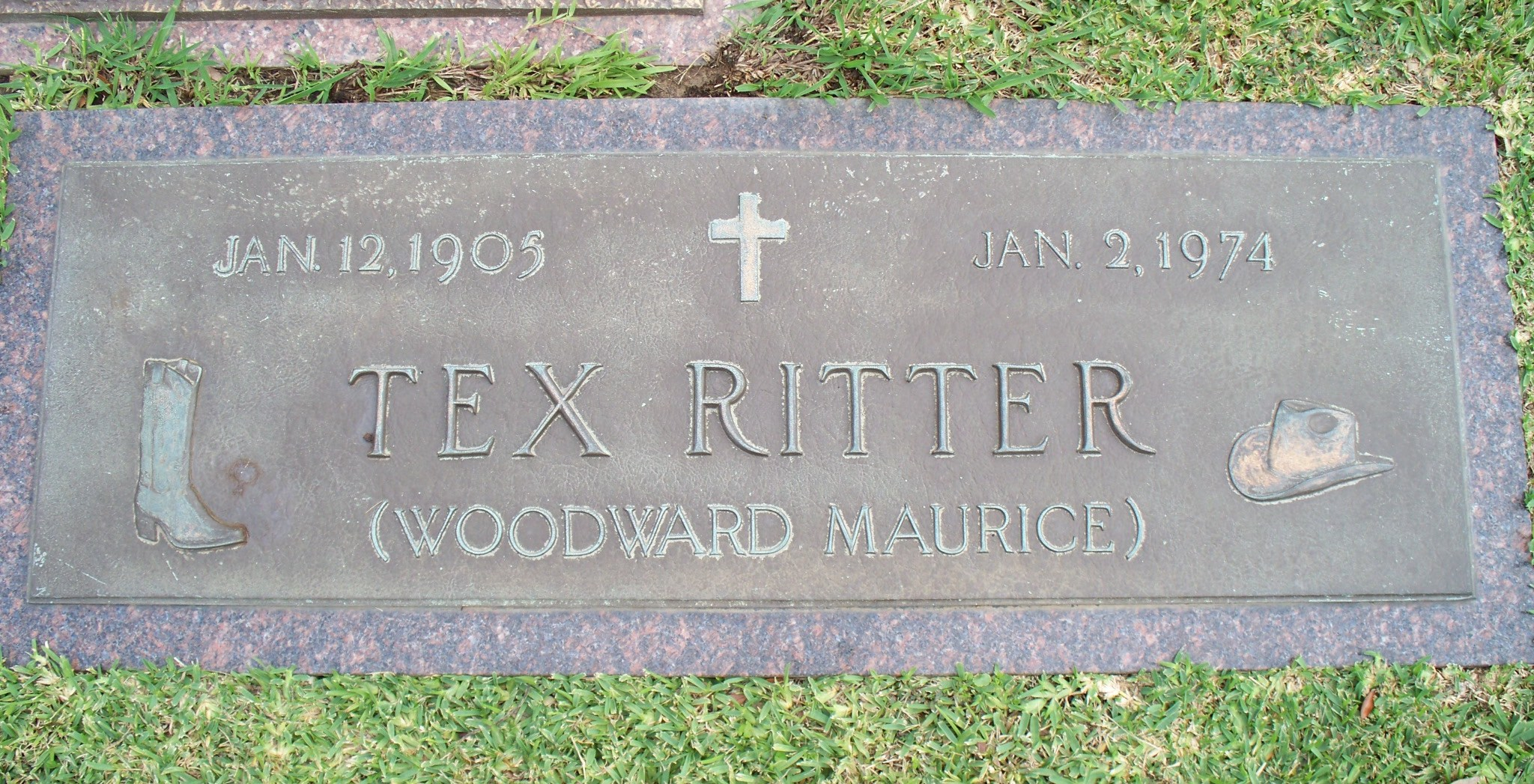
Grab von Tex Ritter in Port Neches, Texas

1941 heiratete er die Schauspielerin Dorothy Fay. Der gemeinsame Sohn John Ritter wurde ein bekannter Film- und Fernsehschauspieler. Tex Ritter starb am 2. Januar 1974 in Nashville an Herzversagen. Seine Enkel Jason Ritter und Tyler Ritter sind ebenfalls Schauspieler.

## Hits
- 1942: Jingle Jangle
- 1944: Jealous Heart
- 1944: I'm Wasting My Tears On You
- 1944: There's A New Moon Over My Shoulder
- 1945: You Two-Timed Me One Time Too Often
- 1945: You Will Have To Pay
- 1945: Green Grow The Lilacs
- 1948: Rock And Rye
- 1950: Daddy's Last Letter
- 1952: High Noon (Do Not Forsake Me), Titelsong zu Zwölf Uhr mittags
- 1955: Wichita, Titelsong des gleichnamigen Films
- 1956: The Wayward Wind
- 1961: I Dreamed Of A Hill-Billy Heaven

## Filmografie
- 1936: Song of the Gringo
- 1936: Headin' for the Rio Grande
- 1937: Arizona Days
- 1937: Carmen in Texas (Trouble in Texas)
- 1937: Hittin' the Trail
- 1937: Sing, Cowboy, Sing
- 1937: Riders of the Rockies
- 1937: The Mystery of the Hooded Horsemen
- 1937: Tex Rides with the Boy Scouts
- 1938: Frontier Town
- 1938: Rollin' Plains
- 1938: Utah Trail (The Utah Trail)
- 1938: Starlight Over Texas
- 1938: Where the Buffalo Roam
- 1938: Song of the Buckaroo
- 1939: Sundown on the Prairie
- 1939: Rollin' Westward
- 1939: Man from Texas
- 1939: Down the Wyoming Trail
- 1939: Riders of the Frontier
- 1939: Westbound Stage
- 1940: Rhythm of the Rio Grande
- 1940: Pals of the Silver Sage
- 1940: The Cowboy from Sundown
- 1940: The Golden Trail
- 1940: Rainbow Over the Range
- 1940: Roll Wagons Roll
- 1940: Arizona Frontier
- 1940: Take Me Back to Oklahoma
- 1940: Rollin' Home to Texas
- 1941: Ridin' the Cherokee Trail
- 1941: The Pioneers
- 1941: King of Dodge City
- 1941: Roaring Frontiers
- 1942: The Lone Star Vigilantes
- 1942: Bullets for Bandits
- 1942: North of the Rockies
- 1942: The Devil's Trail
- 1942: Prairie Gunsmoke
- 1942: Vengeance of the West
- 1942: Deep in the Heart of Texas
- 1942: Little Joe, the Wrangler
- 1942: The Old Chisholm Trail
- 1943: Tenting Tonight on the Old Camp Ground
- 1943: Cheyenne Roundup
- 1943: Raiders of San Joaquin
- 1943: Frontier Badmen
- 1943: The Lone Star Trail
- 1943: Arizona Trail
- 1944: Marshal of Gunsmoke
- 1944: Cowboy Canteen
- 1944: Oklahoma Raiders
- 1944: Gangsters of the Frontier
- 1944: Dead or Alive
- 1944: The Whispering Skull
- 1945: Marked for Murder
- 1945: Enemy of the Law
- 1945: Three in the Saddle
- 1945: Frontier Fugitives
- 1945: Flaming Bullets
- 1950: Holiday Rhythm
- 1953: The Marshal's Daughter
- 1955: Apache Ambush
- 1955: Der erste Bösewicht (The First Bad Man, Kurzfilm, Stimme)
- 1958: Abenteuer im wilden Westen (Zane Grey Theater, Fernsehserie, Folge 2x19)
- 1959: Shotgun Slade (Fernsehserie, Folge 1x01)
- 1961: The Rebel (Fernsehserie, Folge 2x30)
- 1965: The Drifter (Fernsehserie, eine Folge)
- 1966: Nashville Rebel
- 1966: Girl from Tobacco Row
- 1967: What Am I Bid?
- 1972: The Marshal of Windy Hollow
- 1973: Sing a Country Song